# Abrego (Colômbia)
Abrego é um município da Colômbia, localizado no departamento de Norte de Santander.